# Seclin
Seclin (Nederlands: Sikelijn of Sikelin) is een gemeente in het Franse Noorderdepartement in de regio Hauts-de-France. De gemeente en maakt deel uit van het arrondissement Rijsel. Seclin telde op 1 januari 2022 13.011 inwoners.

## Geografie
De oppervlakte van Seclin bedroeg op 1 januari 2022 17,42 vierkante kilometer; de bevolkingsdichtheid was toen 746,9 inwoners per km².

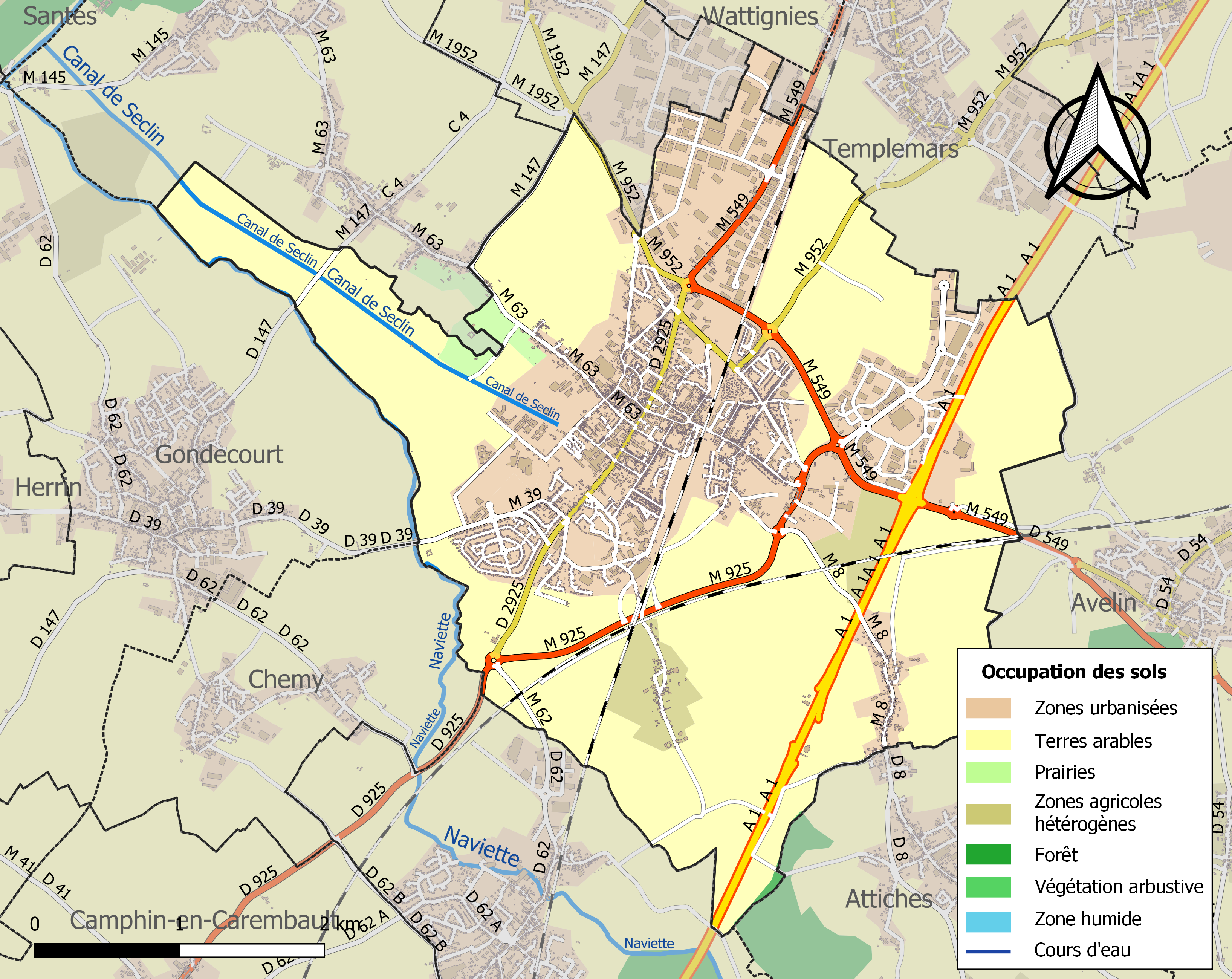
Kaart van de gemeente met belangrijkste infrastructuur, bodemgebruik en omliggende gemeenten

## Bezienswaardigheden
- De  aan St. Piatus gewijde Église Saint-Piat, in 1920 geklasseerd als monument historique.
- De Église Saint-Joseph.
- De Église Saint-Eubert.
- Het Hôpital Marguerite de Flandres, in 1932 geklasseerd als monument historique.
- Het Fort van Seclin, ook wel Fort Duhoux genoemd, werd tussen 1873 en 1875 gebouwd als onderdeel van de fortengordel rond Rijsel.
- Het toegangsgebouw van de centrumbegraafplaats van Seclin werd in 1945 geklasseerd als monument.

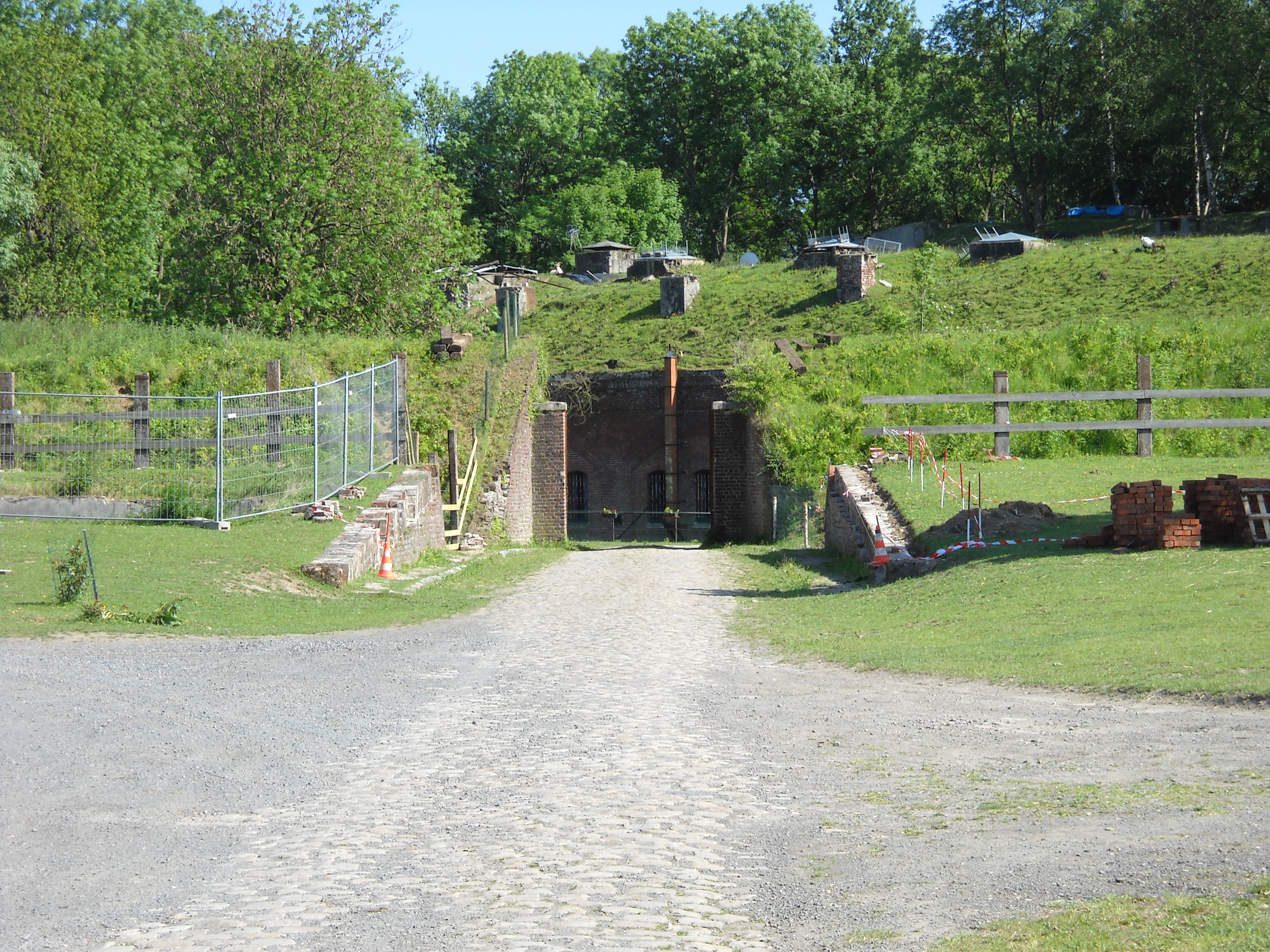
Fort van Seclin
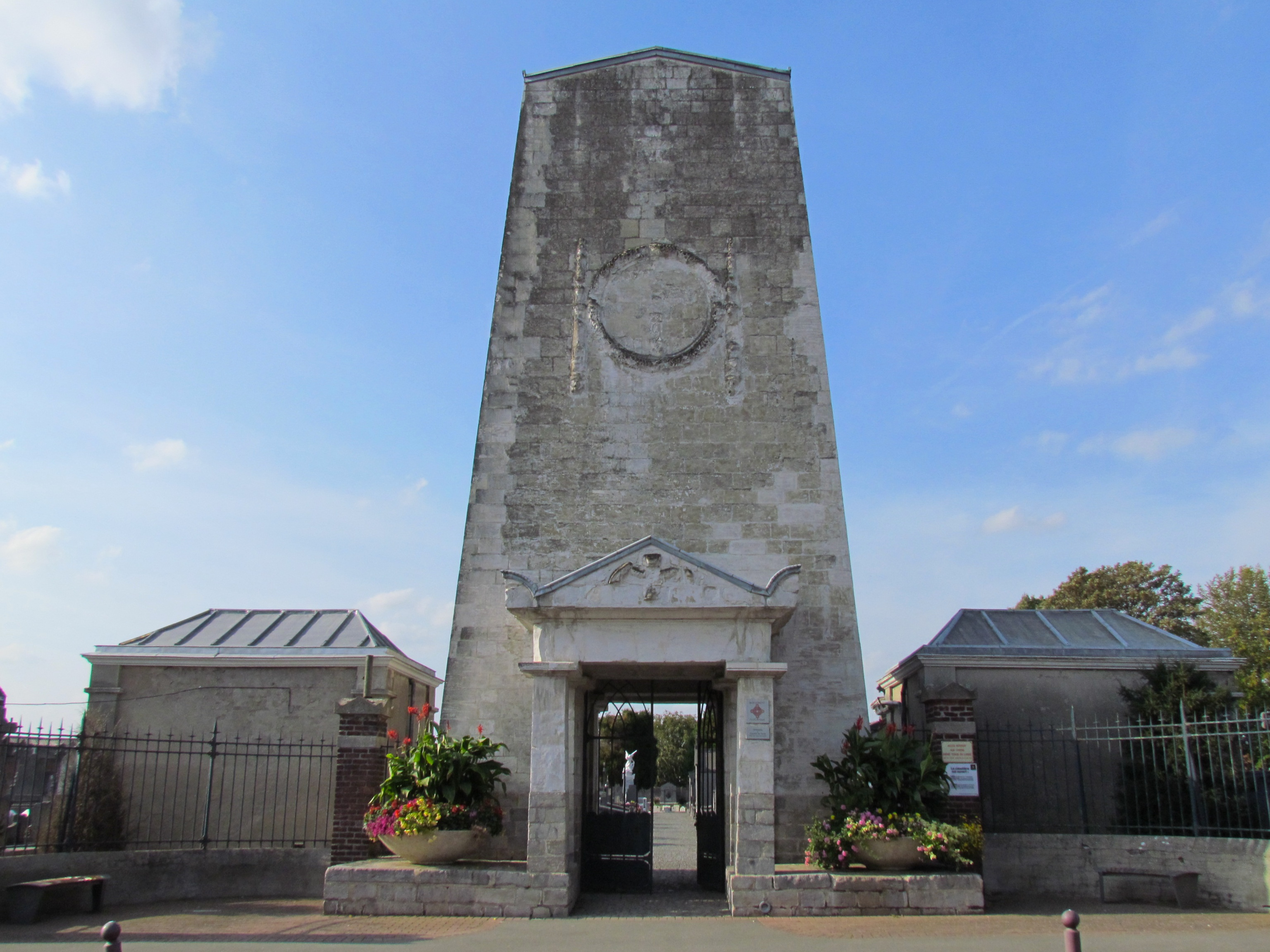
Ingang van de centrumbegraafplaats
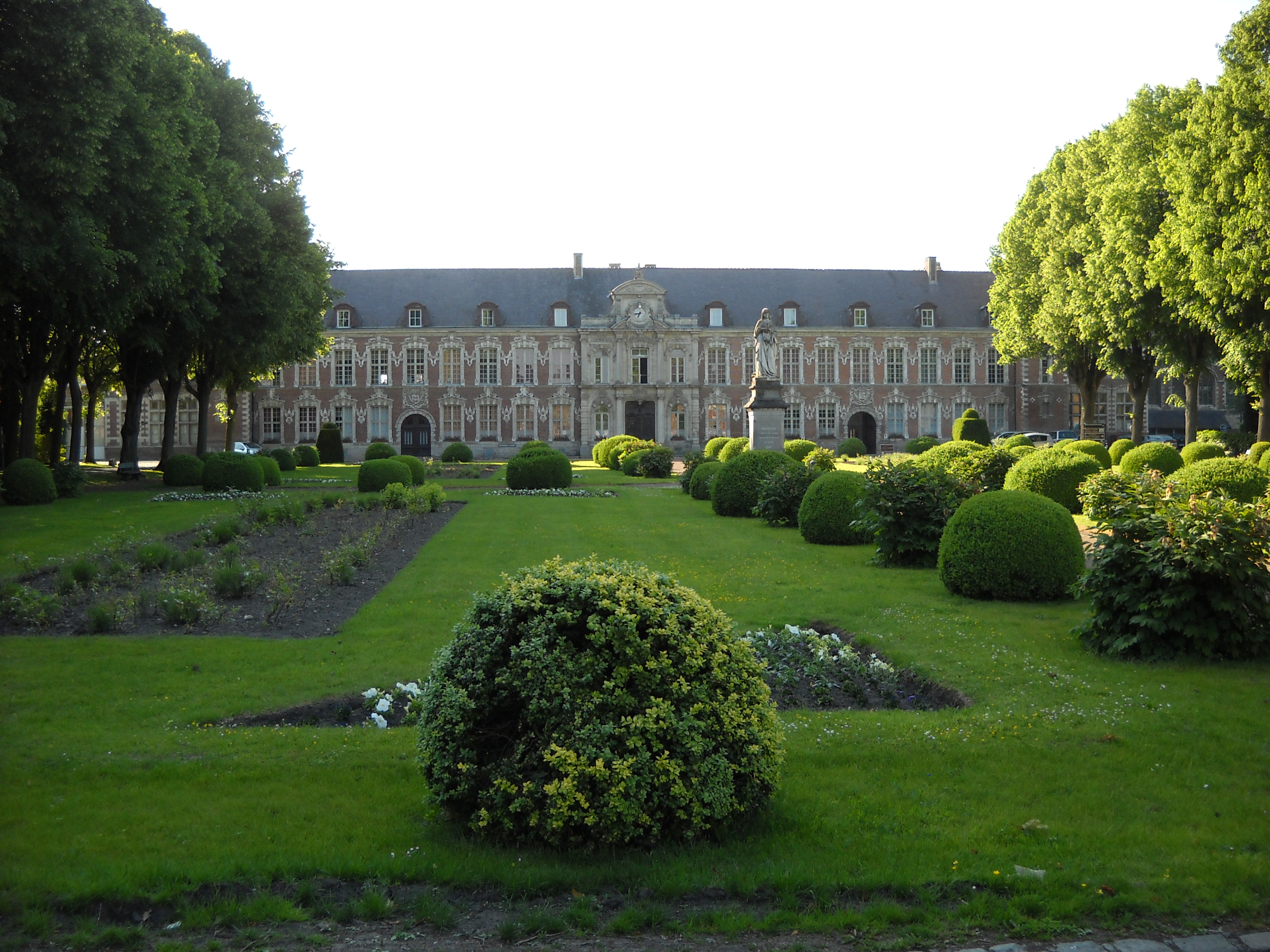
Hôpital Marguerite de Flandres

## Demografie
Onderstaande figuur toont het verloop van het inwonertal (bron: INSEE-tellingen).

## Verkeer en vervoer
In de gemeente ligt spoorwegstation Seclin. Door het oosten van de gemeente loopt de autosnelweg A1/E17, die er een op- en afrit heeft.

## Geboren
- Antony Gautier (1977), Frans voetbalscheidsrechter
- Stéphane Dumont (1982), Frans voetballer
- André Ayew (1989), Ghanees voetballer
- Steeven Willems (1990), Frans voetballer